# Tlatelolco-traktaten
Tlatelolco-traktaten er en international aftale, som forbryder testning, opbevaring, bestilling eller forsøg med kerne- og atomvåben i Latinamerika og Caribien. Traktaten blev underskrevet 14. februar 1967 i Tlatelolco i Mexico, og trådte i kraft fra 25. april 1969. Det er den første aftale om at oprette atomfrizoner i befolkede områder.
Traktaten er blevet underskrevet af alle de 33 stater i traktatsområdet. Cuba var det sidste land som underskrev traktaten, den 22. oktober 2002. Der findes også to tillægsaftaler: Den ene binder USA, Storbritannien og Nederlandene hvad angår deres oversøiske besiddelser i traktatsområdet. Den anden tillægsaftale forbryder også Frankrig, Kina og Rusland at omgå traktaten.
For deres indsats med denne traktat blev Alva Myrdal og Alfonso García Robles tildelt Nobels fredspris i 1982.